# Тевяшёвы
Тевяшёвы (Тевяшовы, Тевышевы) — древний русский дворянский род татарского происхождения.
При подаче документов (1686) для внесения рода в Бархатную книгу, была предоставлена родословная роспись Тевяшевых и три жалованные грамоты: Василия III Ивану Никитичу Тевяшева на волость Тереховская Московского уезда (1508), Ивана IV Григорию Ивановичу Тевяшеву на г. Балахна с Жарской волостью (1579), и царя Фёдора Ивановича Максиму Семёновичу Тевяшеву на г. Совец (1586).
Род внесён в VI часть родословных книг Воронежской и Харьковской губерний.
Однородцами Тевяшевых являются Лихаревы и Фустовы.

## Происхождение и история рода
По преданию, в 1382 году при великом князе Дмитрии Донском выехали из Золотой Орды три брата: Татары Орды-Хозя, в святом крещении Азарий, постельничий Тохтамыша, Бахты-Хозя, а в крещении Ананий и Маматы-Хозя, а в крещении Михаил. В степенной книге упоминается, что крещение их произвело в Москве большое впечатление, потому что они были в Орде знатными сановниками. Крещение производил митрополит Киприан. Родоначальником Тевяшовых является Вавило Гаврилович Тевяш, внук Азария (Орды-Хозя). Его брат — Лаврентий Гаврилович Фуст, родоначальник Фустовых. Оба они получили в кормление город Сураж на реке Остре.

## Донской дворянский род Тевяшевых
При закрепощении восточной части Слободского края в начале XVIII века огромные наделы оказались в руках казачьих полковников Тевяшёвых:

Петр Великий за верную службу по охране украины отдал в вечное владение с указанием границ полковнику Ивану Ивановичу Тевяшову следующие поселения: Колыбелку, Марок, Солдатку, Переезжую, Гредякин, Ивановку и другие поселки. Все эти поселки И. И. Тевяшов передал своему сыну Степану, а другому сыну Ивану достались слободы Россошь, Ольховатка, Михайловка и село Воскресенское. Таким образом, нынешний Острогожский уезд был отдан Тевяшовым за их заслуги.
Род давший нескольких полковников Харьковского и Острогожского полков. (Не путать с мелкопоместным родом позднейшего происхождения, внесённым в родословную книгу Новгородской губернии).

## Родословная роспись Тевяшевых
1. Азарий (Орды-Хозя).
2. Гавриил Азарьевич. Ему пожалован город Городец (на Волге, ныне село Нижегородской губ. в 15 верстах от Балахны).
3. Павел Гаврилович Тевяш, родоначальник Тевяшевых и Лаврентий Гаврилович Фустъ получили город Сураж на реке Остр. Иван Никитич получил волость Перновскую под Владимиром (1568). Григорий Иванович получил город Балахну (1579). Максим Семенович получил волость Сечевскую (1586)[2].

## Описание герба
На щите, разделенном надвое, в верхнем красном поле, изображен золотой крест и по сторонам его по одной шестиугольной того же металла звезде. Под ними находится серебряная городовая стена, и через неё вниз летящая стрела вонзена в серебряную луну, означенную в голубом поле.
На щите дворянский коронованный шлем. Нашлемник: три страусовых пера, сквозь которые видна летящая в левую сторону стрела. Намёт на щите голубой и красный, подложенный золотом. Герб рода Тевяшевых внесён в Часть 8 Общего гербовника дворянских родов Всероссийской империи, стр. 13.

## Известные представители
- Тевяшов Иван Никитич — получил от великого князя Ивана IV Васильевича Грозного в кормление Перховскую волость под Владимиром (1568).
- Тевяшов Григорий Иванович — один из главных опричников Ивана Грозного, получил в кормление г. Балахну и Жарскую волость (1579).
- Тевяшов Максим Семёнович — получил в кормление Савочскую волость (1586).
- Тевяшов Богдан Михайлович — воевода в Ряжске (1695)[7].

- Иван Иванович Тевяшов (старший) (ок. 1660—1725) — стольник и воевода в Старом Осколе (1694) и Рыльске (1700), полковник Острогожского полка (1704).
  - Иван Иванович Тевяшов (младший) (ок. 1700—после 1765) — полковник Острогожского полка (1743).
    - Степан Иванович (младший) (1730—1789) — бригадир, владелец огромного состояния в 14 000 душ, включавшего слободы Россошь и Ольховатка.
      - Евдокия (или Авдотья) Степановна (1770—1827) — наследница тевяшевского состояния, жена воронежского губернского предводителя дворянства Дмитрия Васильевича Черткова.

  - Степан Иванович (старший) (1718—1790) — сын стольника и воеводы, владелец слободы Колыбелка, командир Харьковского и полковник Острогожского слободских полков, друг Г. С. Сковороды. И. Е. Репин. Портрет Ольги Тевяшевой (1898).

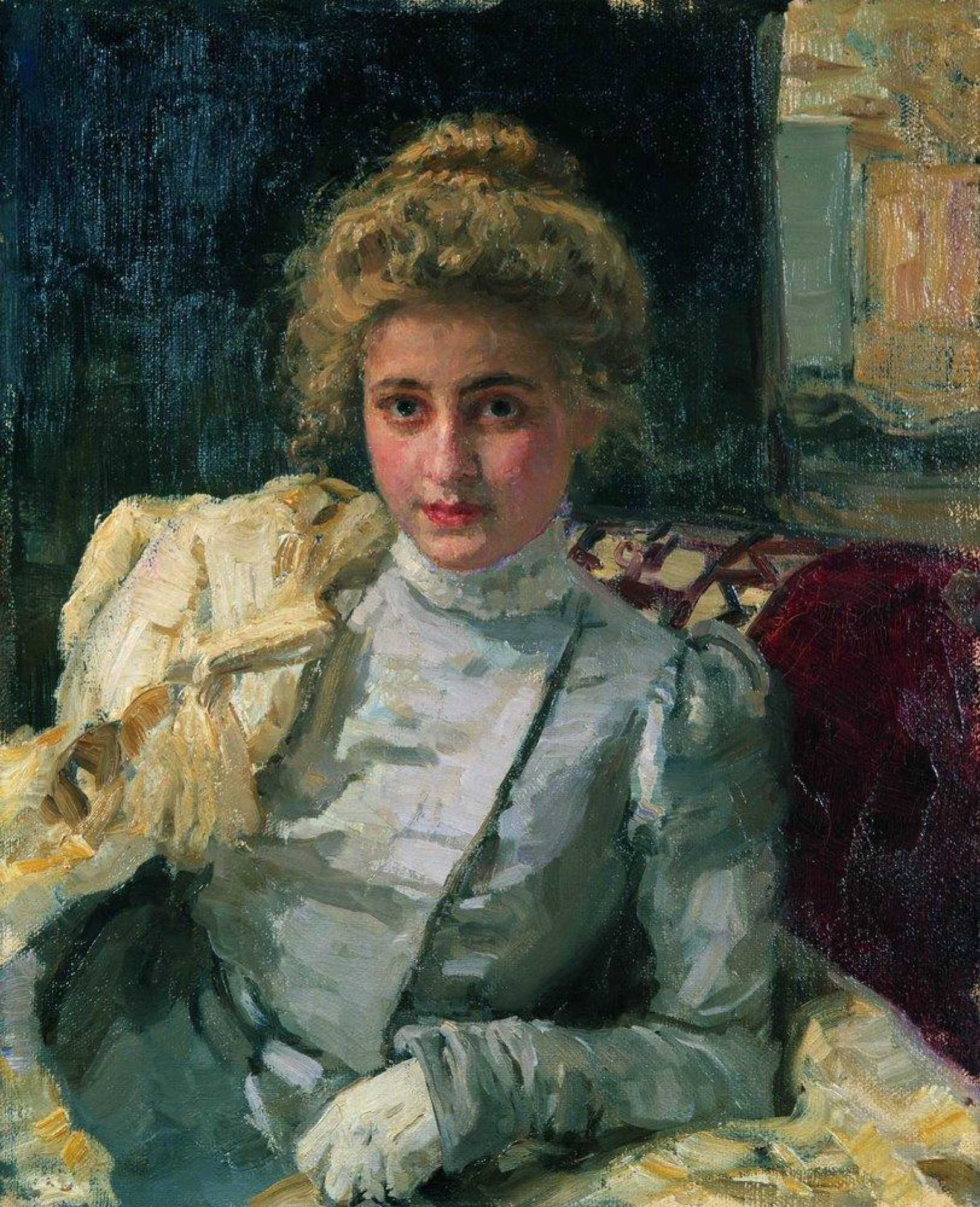
И. Е. Репин. Портрет Ольги Тевяшевой (1898).

    - Владимир Степанович Тевяшов (1747—ок. 1810) — поддерживал близкое знакомство с мыслителем Г. С. Сковородой, который посвятил его семейству свои основные произведения.
    - Иван Степанович (1758—1817) — премьер-майор, предводитель дворянства Острогожского уезда (1786—1787), муж княжны Марии Павловны Щербатовой
      - Павел Иванович Тевяшов (1789—1856) — павловский уездный предводитель дворянства.
      - Николай Иванович Тевяшов (1798—1846) — штаб-ротмистр, попечитель Павловского уездного училища; женат на Анастасии Чертковой.
        - Иван Николаевич Тевяшов (1837—1898) — острогожский уездный предводитель дворянства в 1867-68 гг.
        - Василий Николаевич Тевяшов (1839—1909) — острогожский уездный предводитель дворянства в 1895—1901 гг.
        - Владимир Николаевич Тевяшов (1840—1919) — член Воронежской ученой архивной комиссии, краевед и археограф.
        - Николай Николаевич Тевяшов (1842—1905) — туркестанский генерал-губернатор.
        -  Евгений Николаевич Тевяшов (1846—1914) — действительный статский советник.